# 蒙帕纳斯公墓
蒙帕纳斯公墓（法語：Cimetière du Montparnasse）是与拉雪兹神父公墓、蒙马特公墓并列的巴黎三大公墓之一，位于圣日耳曼德佩广场南部的蒙帕纳斯区，属于巴黎十四区，面积约47英亩，为巴黎第二大公墓。公墓内有超过35,000个墓穴，每年约有1000人葬于此。
安息者包括政治人物、哲学家、艺术家、演员和作家。此外，公墓也有多座纪念碑，缅怀在法兰西-普鲁士战争（1870–1871年）和巴黎公社（1871年）期间去世的人。

## 历史
公墓成立于19世纪初，位置在城市南部。早期，周围还有其他公墓，如西边的帕西公墓、北边的蒙马特公墓及东边的拉雪兹神父公墓。17世纪，瓦旺（Vavin）与拉斯帕伊（Raspail）交汇的道路曾是附近采石场的废料倾倒区，形成了人工小山，而“mont”一词正是源于此。当时，学生们常在此聚集，享受露天舞会。
法国大革命期间，土地与教堂被没收，公墓成为政府财产，所有在医院去世且无人认领的尸体均在此埋葬。19世纪，由于卫生原因，巴黎禁止新建公墓，新的公墓在城市周边建立，蒙帕纳斯公墓取代了无辜者公墓（Cimetière des Innocents）。在这一过程中，巴黎市获得了公墓及周边土地，以供生活在城市左岸的居民使用，之前这些居民的遗体则埋葬于圣凯瑟琳公墓和沃吉拉尔村（Vaugirard）。

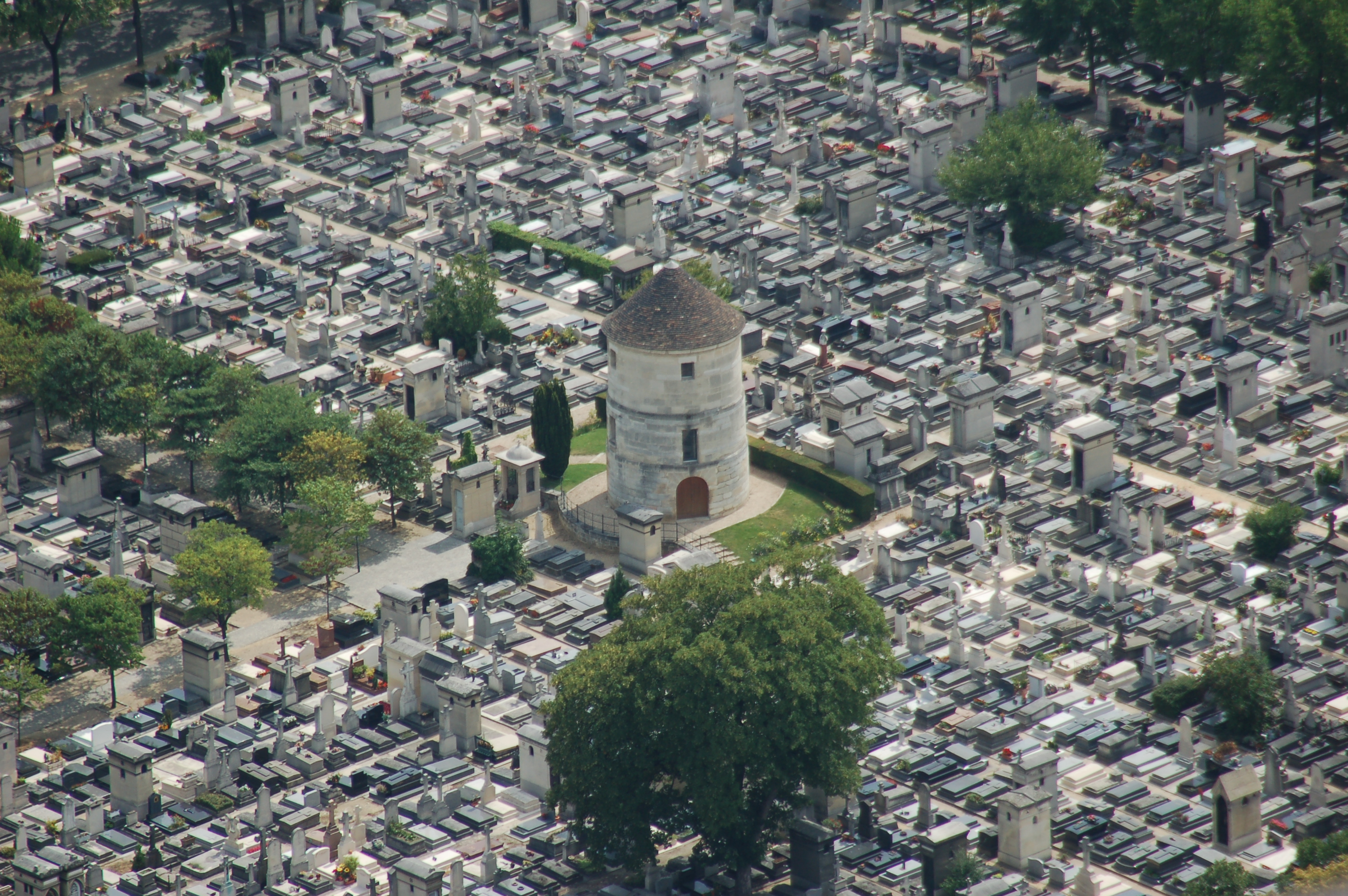
蒙帕纳斯公墓一景

蒙帕纳斯公墓最初被称为“南方公墓”（Le Cimetière du Sud），于1824年7月25日正式开放，开墓以来已有超过30万人在此安葬。公墓选址于曾为奥特尔-迪厄医院（Hôtel-Dieu）及慈善兄弟会（frères de la Charité）农场的土地。修士们曾在此修建一座风车，后来成为酒吧和公墓看护人的住所，这座风车至今仍存，是农场的最后遗迹。
公墓的主要入口位于埃德加·基内大道（Boulevard Edgar Quinet）北侧，靠近埃德加·基内地铁站。公墓分为小公墓（petit cimetière）和大公墓（grand cimetière），其中小公墓通常被称为小部分，大公墓则为大部分。埃米尔·理查街（Rue Émile Richard）将公墓分为两个部分，西侧有21个区域，东侧有8个区域（编号22至30，没有第23个区域）。

蒙帕纳斯公墓是巴黎市区的一片大型绿地，种植有多种树木，如菩提树、榕树、香柏、枫树、白蜡树和针叶树。因埋葬了众多知名人士，该公墓成为热门旅游景点。

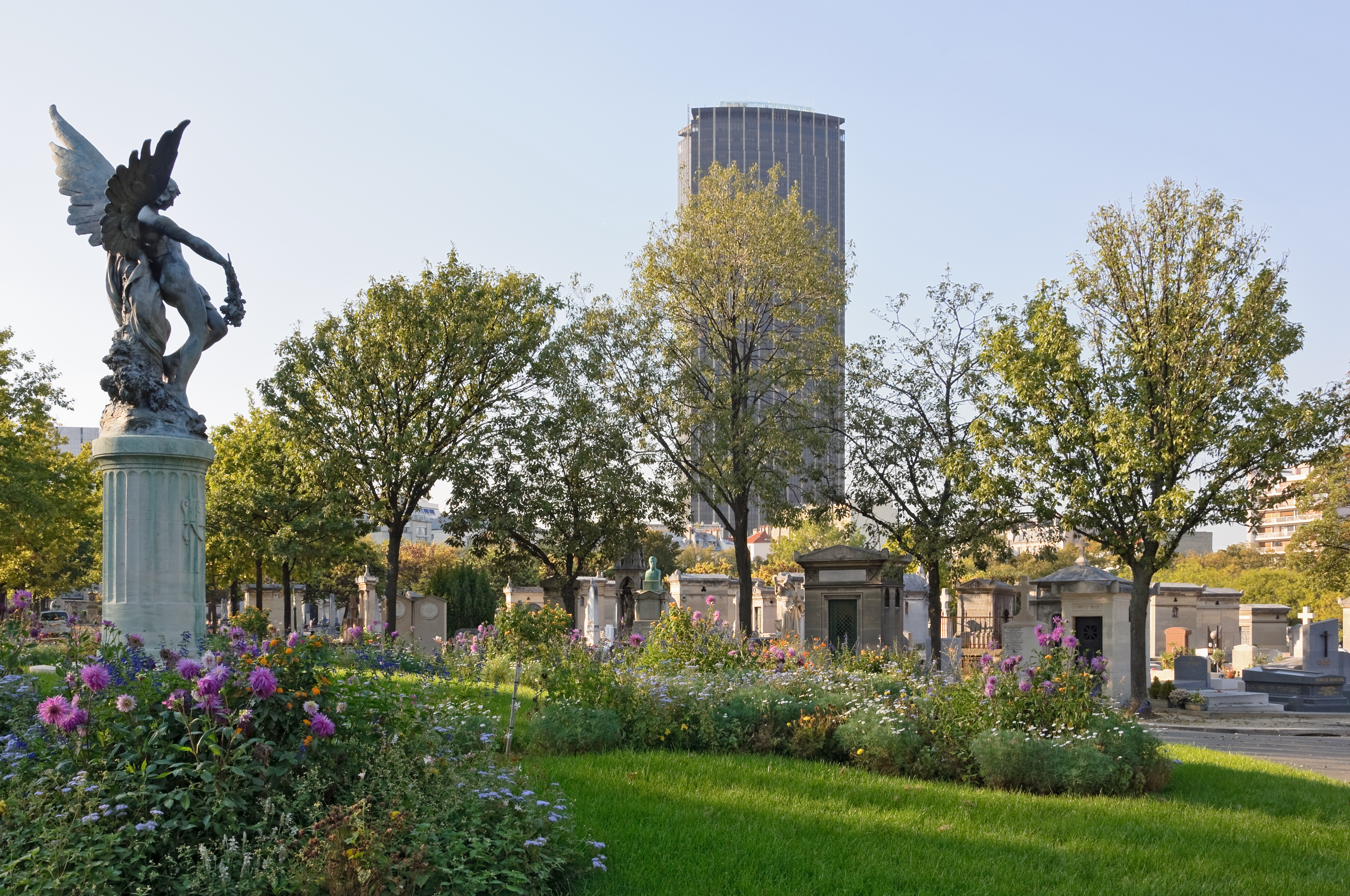

2016年，永久性艺术作品CAUSSE在蒙帕纳斯公墓的保护区安装。这是法国科学家委托艺术家米勒·居蒙（Milène Guermont）创作的墓碑，采用超高性能混凝土和光纤构成，展示了电子去倍增管的形象。作品与环境互动，当个人或鸟经过时，其光点可能会熄灭或亮起。该艺术品的首次展出为2016年11月1日。
蒙帕纳斯公墓是许多法国文艺知识界精英的安葬之处。现实主义作家莫泊桑、诗人波德莱尔、数学家庞加莱、汽车工程师雪铁龙、存在主义作家萨特、存在主义哲学家波伏娃、“无政府主义之父”蒲鲁东、社会学家涂尔干、新浪潮导演兼作家杜拉斯等人都长眠于此。它也是纪念因公殉职的巴黎警察和消防员的地方。
公墓内有许多外国人的墓碑，他们曾将法国作为自己的家，还有纪念在执行任务中牺牲的警察和消防员的纪念碑。众多宗教墓碑也坐落于此，如环形交叉口北侧的无家族祭奠的神父墓，以及慈善女儿会成员罗莎莉·伦杜（Rosalie Rendu）的独立墓碑，后者于2003年被天主教会封为圣人。墨西哥总统波费里奥·迪亚斯的墓也在此地。
第5区和第30区曾是犹太封闭区，埋葬了许多犹太人，包括法国律师和政治家阿道夫·克雷米厄（Adolphe Crémieux）及因德雷福斯事件而闻名的阿尔弗雷德·德雷福斯（Alfred Dreyfus）。法国诗人查尔斯·波德莱尔（Charles Baudelaire）葬于第6区，其墓碑亦位于第26区和第27区之间。
公墓的边界为南侧的弗罗德沃街（rue Froidevaux）、东侧的维克多·肖尔谢街（rue Victor-Schœlcher）、北侧的埃德加·基内大道（boulevard Edgar-Quinet）和西侧的盖特街（rue de la Gaîté）。公墓主要入口位于埃德加·基内大道，通往大公墓，另有小入口通往大公墓和小公墓。
名人长眠于此，使蒙帕纳斯公墓吸引了众多游客。人们常在塞尔吉·甘斯布的墓前献上各种礼物，而玛格丽特·杜拉斯的墓因托盘上满是钢笔而特别引人注目。如今，蒙帕纳斯公墓已成为巴黎著名的旅游景点。